# 태의경
태의경(太義卿, 1966년 7월 20일 ~ )은 KBS 아나운서실에 속해 있는 아나운서이다. 2014년 서울대학교 대학원 협동과정 과학사 및 과학철학 전공을 수료하였다.

## 학력
- 여의도초등학교 졸업
- 진선여자중학교 졸업
- 숙명여자고등학교 졸업
- 서울대학교 체육교육학과 학사
- 서울대학교 대학원 체육교육과 체육학 석사
- 서울대학교 대학원 과학철학과 인문과학 석사

## 주요 출연작

### 텔레비전 프로그램
- KBS 1TV : KBS 뉴스광장 생활정보 (1997년)
- KBS 2TV : 클릭 날씨@생활
- KBS 2TV : 경제 투데이
- KBS 2TV : 기차 타고 세계 여행
- KBS 1TV : 경제전망대
- KBS 1TV : 아침마당
- KBS 1TV : 바른말 고운말
- KBS 2TV : KBS 뉴스 (13:00) (KBS 2TV) (2001년) (토요일 ~ 일요일)
- KBS 2TV : KBS 8 아침 뉴스타임
- KBS 1TV : KBS 마감뉴스
- KBS 1TV : KBS 마감뉴스 (주말) (밤 12시 50분)
- KBS 2TV : 건강 365일
- KBS 1TV : 민원 25시
- KBS 1TV : 주부도 경쟁력이다
- KBS 1TV : 경제 주부가 나섭시다
- KBS 1TV : 아침마당 출연 (2019년 4월 15일)
- 재즈클럽

### 라디오 프로그램
- KBS 제1라디오 저녁종합뉴스 (KBS 1라디오)
- 생방송 주말 저녁입니다 (KBS 1라디오)
- 오늘 밤 1라디오 (금요일) (KBS 1라디오)
- 라디오 문학관 (KBS 한민족방송)
- 라디오 24시 (주말) (KBS 1라디오)
- 생방송 BGM 뉴스 (주말) (KBS 1라디오)
- 음악의 향기 (KBS 1FM)
- 월드 투데이 (KBS 1라디오)
- 태의경의 3시와 5시 사이 (KBS 2FM)
- 하일성 태의경의 스포츠 쇼 (KBS 2라디오)

### 저서
- 태의경의 우주콘서트
- 우주인 천일야화

### 논문
- 《운동화 바닥의 탄성에 따른 역학적 에너지 소비의 변화》

## 참고 문헌
- 태의경의 우주콘서트